# Karadayı (televisieserie)
Karadayı is een Turkse drama- en actieserie. De serie is geproduceerd door Ay Yapım die eerder de populaire serie Ezel heeft gemaakt. Kenan İmirzalıoğlu is in beide televisieseries de hoofdpersoon.